# Кристофер Укерман
Кристофер Александер Луис Касиљас вон Укерман (шп. Christopher Alexander Luis Casillas von Uckermann; рођен 21. октобра 1986, Мексико) је мексички певач, композитор и глумац, познат као члан поп-групе РБД. Надимак му је Укер.
Дете је из мешовитог брака - мајке Швеђанке и оца Мексиканца. Почео је да глуми у ТВ рекламама са две године.
Најзначајнија глумачка улога му је била у теленовели Бунтовници, где је играо улогу Дијега Бустамантеа. Успех ове серије је довео до оснивања поп-групе РБД у којој наступа Кристофер и још пет глумаца из серије. Иако је група имала изузетну популарност широм Латинске Америке, 2009. се распала.
Поред глуме и певања, бави се спортском вожњом скејтборда и свирањем на бубњевима.

## Филмографија

### Теленовеле:
| Година:      | Српски назив: | Оригинални назив: | Улога:             |
| ------------ | ------------- | ----------------- | ------------------ |
| 2009.        | /             |                   | Кристофер Укерман  |
| 2007.        | /             |                   | Кристофер Укерман  |
| 2004 — 2006. | Бунтовници    |                   | Дијего Бустаманте  |
| 2004.        | /             |                   | Роналдо            |
| 2001.        | /             |                   | Анхел дел Хуерто   |
| 2000.        | /             |                   | Сантијаго дел Ваље |
| 1999.        | /             |                   | Кристофер          |

### ТВ серије:
| Година: | Српски назив: | Оригинални назив: | Улога: |
| ------- | ------------- | ----------------- | ------ |
| 2010.   | /             |                   | Лука   |
| 2007.   | /             |                   | Укер   |

## Дискографија

### Студијски албуми:
| Година: | Назив: |
| ------- | ------ |
| 2010.   |        |

### Синглови:
| Година: | Назив: |
| ------- | ------ |
| 2010.   |        |
| 2010.   |        |
| 2009.   |        |
| 2008.   |        |